# Aigáleo FC
Maillots
Le Athlitikos Omilos Aigáleo (en grec moderne : Αθλητικός Όμιλος Αιγάλεω), plus couramment abrégé en AO Aigáleo, est un club grec de football fondé en 1931, et basé à Aigáleo, dans la banlieue ouest d'Athènes, la capitale du pays.
C'est le second plus grand club de la banlieue ouest d'Athènes avec l'Atromitos FC. Les joueurs évoluent au stade Stavros Mavrothalassitis (baptisé en l'honneur de l'ancien maire d'Aigáleo).

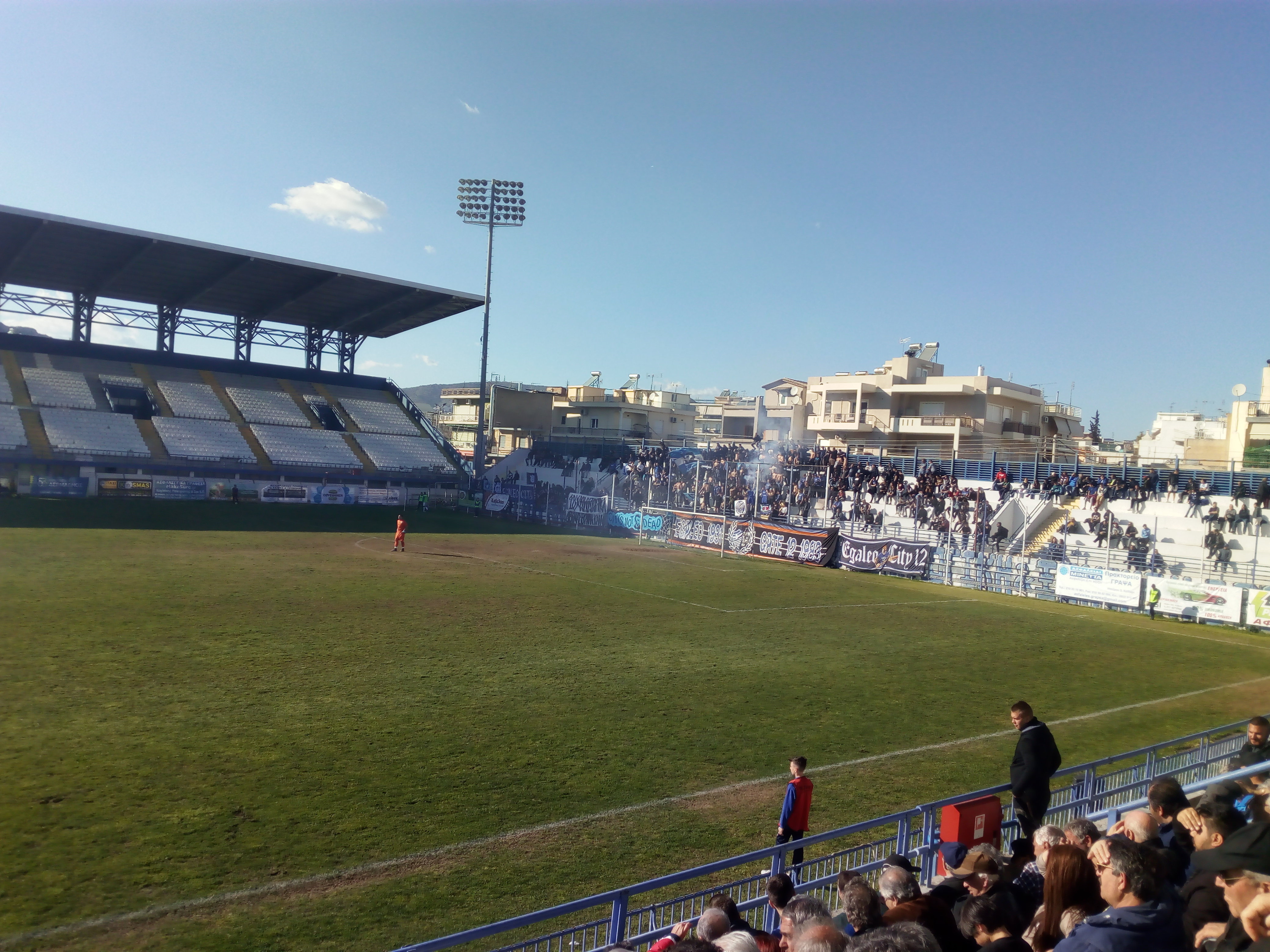
Le stade du club, lors de la saison 2018-19.

## Histoire du club

### Historique
- 1931 : fondation du club sous le nom de AO Aigaleo
- 1947 : le club est renommé AS Aigaleo
- 2004 : 1re participation à une Coupe d'Europe (C3, saison 2004/05)
- 2009 : fusion de l'AS Aigaleo et d'Ilisiakos, le club prend le nom d'AO Aigáleo et peut participer à la Beta Ethniki (D2) pour la saison 2009-2010

## Palmarès
| Compétitions nationales |
| --- |
| - Championnat de Grèce D3 (3) : - Champion : 1976-77, 1982-83 et 2000-01. - Vice-champion : 1959-60 (Gr. Centre) et 1999-00. - Championnat de Grèce D4 (4) : - Champion : 1995-96 (Gr. 1), 1998-99 (Gr. 7), 2012-13 (Gr. 8) et 2018-19 (Gr. 7). - Vice-champion : 1990-91 (Gr. 1), 2010-11 (Gr. 8), 2011-12 (Gr. 8) et 2017-18 (Gr. 8). |

## Personnalités du club

### Présidents du club
| - Yiorghos Martinis - Nikolaos Michos - Dimitris Chaniotis - Yannis Tresos - Yiorghos Karabateas - Yannis Panteliadis | - Dimitri Tusmanov - Yiorghos Dalakouras - Alexandros Stavropoulos - Christos Kanellopoulos - Victor Mitropoulos - Dimitris Kalogeropoulos | - Alexis Kougias - George Giannarakis - Dimitrios Koukis - Ioannis Paltoglou |

### Entraîneurs du club
| - Lefter Küçükandonyadis (1965) - Dezső Bundzsák (1972) - Miltos Papapostolou (1972 - 1975) - Bela Palfi (1977 - 1979) - Giannis Mantzourakis (1982 - 1985) - Nikolaos Basioukas (1985) - Les Shannon (1985) - Babis Stavropoulos (1985) - Giannis Mantzourakis (1986 - 1987) - Panagiotis Mandraflis (1998 - 1999) - Georgios Hatzaras (1999 - 2004) - Stéphane Demol (2004) - Telis Pistolis (2004 - 2005) | - Ilie Dumitrescu (2005) - Georgios Vazakas (2005) - Georgios Hatzaras (2005 - 2007) - Stelios Poulos (2007) - Giannis Chatzinikolaou (2007 - 2008) - Myron Sifakis (2008) - Konstantinos Dialas (2008) - Panagiotis Mandraflis (2008 - 2009) - Vasilis Vouzas (2009) - Soulis Papadopoulos (2009) - Thomas Grafas (2009) - Giannis Chatzinikolaou (2009 - 2010) - Savvas Pantelidis (2010) | - Soulis Pappas (2010) - Krzysztof Warzycha (2012) - Luciano (2013) - Geórgios Athanasiádis (2013) - Manolis Papadopoulos (2014) - Panagiotis Mandraflis (2014) - Ilias Kalopitas (2017) - Georgios Archontakis (2018) - Theofilos Kalyvas (2018 - 2019) - Petros Dimitriou (2019) - Loukas Karadimos (2019) - Thomas Grafas (2019 - ) |

### Anciens joueurs du club
| - Giannis Skopelitis - Dimítrios Konstantópoulos - Marko Marić - Faraz Fatemi - Oliver Makor - Mahamadou Sidibé | - Aleksandar Stojanović - Daniel Edusei - Juan Marcos Forchetti - Alen Bajkusa - Luigi Gennamo | - Goran Popov - Bennard Yao Kumordzi - Antónis Petrópoulos - Yánnis Skopelítis |